# 风尚周报
《风尚周报》是由南方都市报出品的时尚生活刊物，创刊于2006年9月28日，第一期杂志在当年10月1日发行，隶属于南方报业传媒集团。2014年，因杂志长期亏损，南方报业基团决定将该杂志停刊。